# Sinequia (ocular)

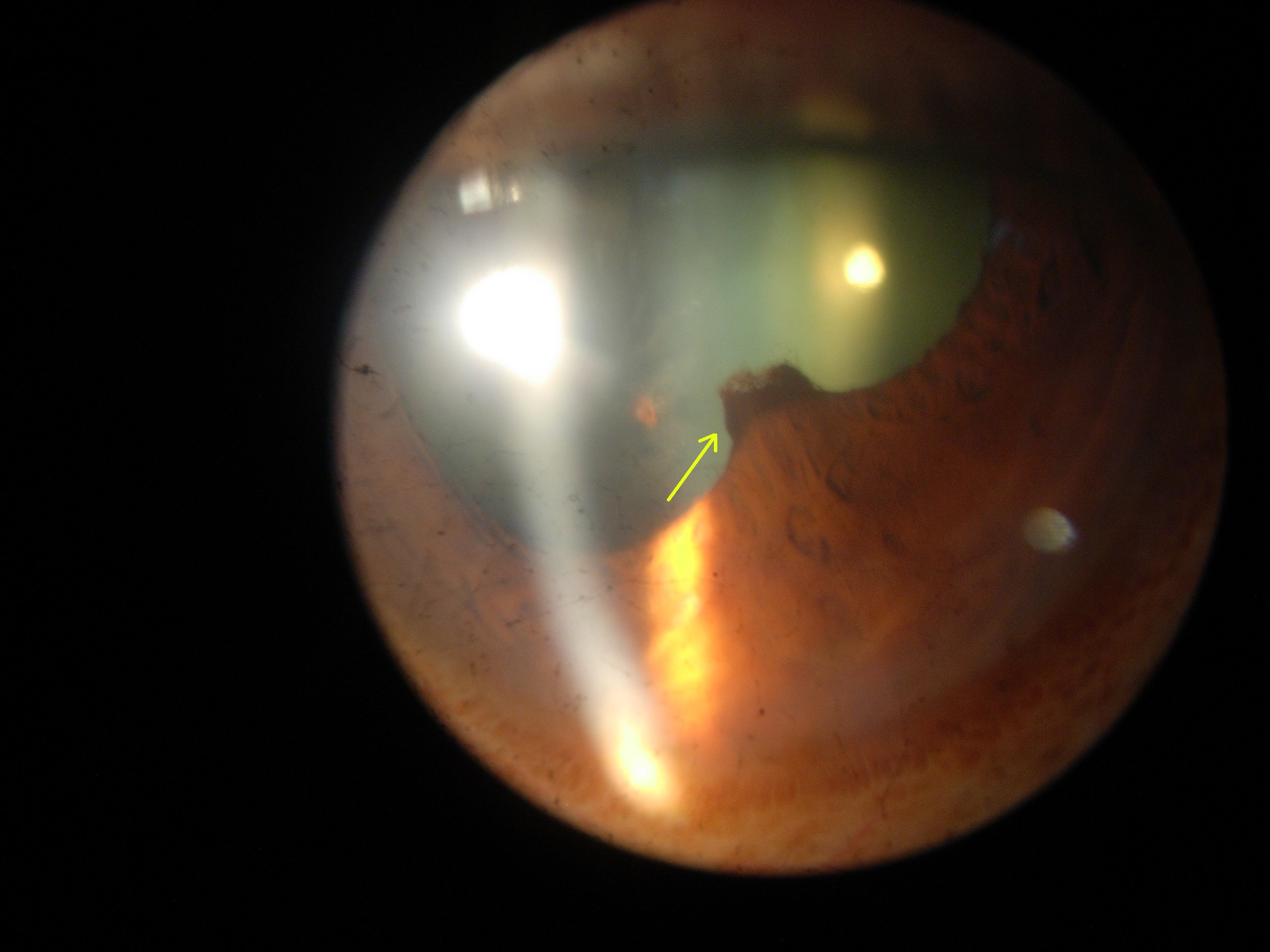
Sinequia posterior, mostrando parte del iris adherida al cristalino.

La sinequia ocular es una afección del ojo en la que el iris presenta adherencias, o bien a la córnea (es decir, sinequia anterior) o al cristalino (es decir, sinequia posterior). La sinequia puede ser causada por un traumatismo ocular, iritis o iridociclitis y puede conducir al paciente a ciertos tipos de glaucoma. A veces es visible en un examen cuidadoso, pero por lo general es más fácilmente detectable a través de un oftalmoscopio o con lámpara de hendidura. 
La sinequia anterior provoca glaucoma de ángulo cerrado, lo que significa que en el iris se cierra el camino de drenaje del humor acuoso, lo que a su vez eleva la presión intraocular. La sinequia posterior también puede causar glaucoma, pero con un mecanismo diferente. En una sinequia posterior, el iris se adhiere al cristalino, bloqueando el flujo del humor acuoso desde la cámara posterior a la cámara anterior. Este drenaje bloqueado eleva la presión intraocular.

## Tratamiento
Agentes midriáticos/ciclopléjicos, tales como la homatropina tópica, que es similar en acción a la atropina, son útiles en el tratamiento y la prevención de la formación de sinequia posterior, ya que mantienen el iris dilatado y separado de la lente del cristalino. La dilatación de la pupila en un ojo con sinequia puede causar que aquella adquiera una forma irregular (no circular) como se muestra en la fotografía. Si la pupila puede ser dilatada por completo durante el tratamiento de iritis, el pronóstico para la recuperación de la sinequia es bueno. En este estado es aún tratable. 
Para someter la inflamación, pueden utilizarse corticosteroides tópicos. Si posteriormente se eleva la presión intraocular cabe utilizarse un betabloqueador, como el timolol.